# Vanessa Martini
Vanessa Martini (* 26. September 1989 in Rees) ist eine deutsche Fußballspielerin. 

## Karriere
Vanessa Martini spielte bei ihrem Heimatverein SV Rees und dem FCR Duisburg in der Abwehr. 2007 und 2009 stand sie mit dem FCR 2001 Duisburg im DFB-Pokal-Finale. Nachdem ihre Mannschaft im Jahr 2007 das Finale gegen den 1. FFC Frankfurt im Elfmeterschießen verloren hatte, gewannen sie zwei Jahre später den DFB-Pokal durch einen 7:0-Sieg gegen den 1. FFC Turbine Potsdam. Im Kalenderjahr 2009 der Saison 2008/09 machte sie verletzungsbedingt für den FCR Duisburg lediglich zwei Spiele in der ersten Mannschaft. Im Nachholspiel beim FC Bayern München, das der FCR mit 4:0 gewann, erzielte Martini das 3:0. Zur Saison 2009/10 wechselte Martini zur SG Essen-Schönebeck. Mit Essen erreichte sie 2014 erneut das DFB-Pokalfinale, das verloren wurde. Vanessa Martini wurde bei der SGS Essen zur Führungsspielerin und Kapitänin. Nach 153 Spielen und vier Toren in acht Spielzeiten verkündete Martini im Mai 2017 ihren Weggang aus Essen und wechselte zum MSV Duisburg. Nach einer Saison verließ sie den MSV Duisburg wieder.
Zur Saison 2019/20 schloss sich Vanessa Martini der damaligen Regionalliga-Mannschaft von Borussia Bocholt an. In der durch Corona abgebrochenen Saison belegte sie mit ihrer Mannschaft nach 16 Spieltagen hinter der Zweitvertretung vom 1. FC Köln und schafften damit den Aufstieg in die 2. Frauen-Bundesliga, welche in der Saison 2020/21 aufgrund von Corona wieder als zweigleisige Liga ausgetragen wurde. In der Nordstaffel qualifizierte sich die Bocholter Mannschaft um Vanessa Martini mit dem vierten Platz für die wieder eingleisige Saison 2021/22 der 2. Frauen-Bundesliga.

## Erfolge
- DFB-Pokal-Siegerin 2009
- UEFA-Women’s-Cup-Siegerin 2009
- Deutsche Vizemeisterin 2005, 2006 und 2007
- DFB-Pokalfinalistin 2007, 2014